# Daihatsu Feroza

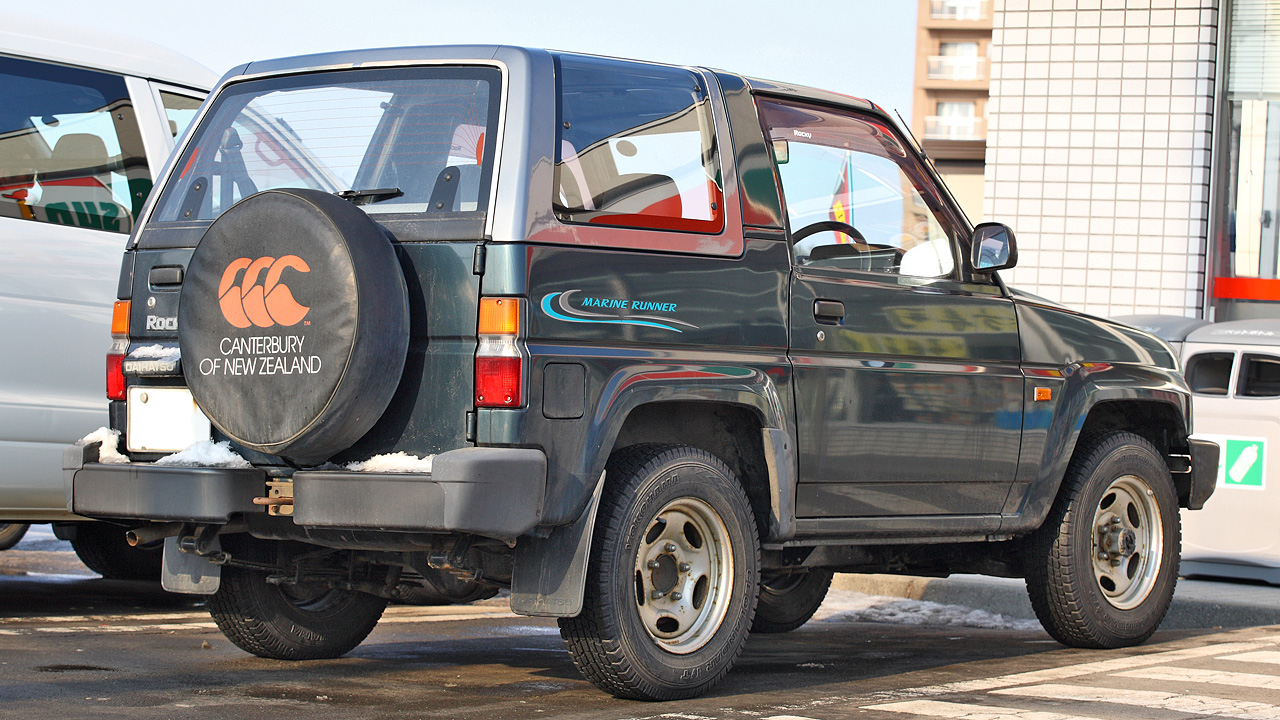
Daihatsu Feroza (1989—1994)

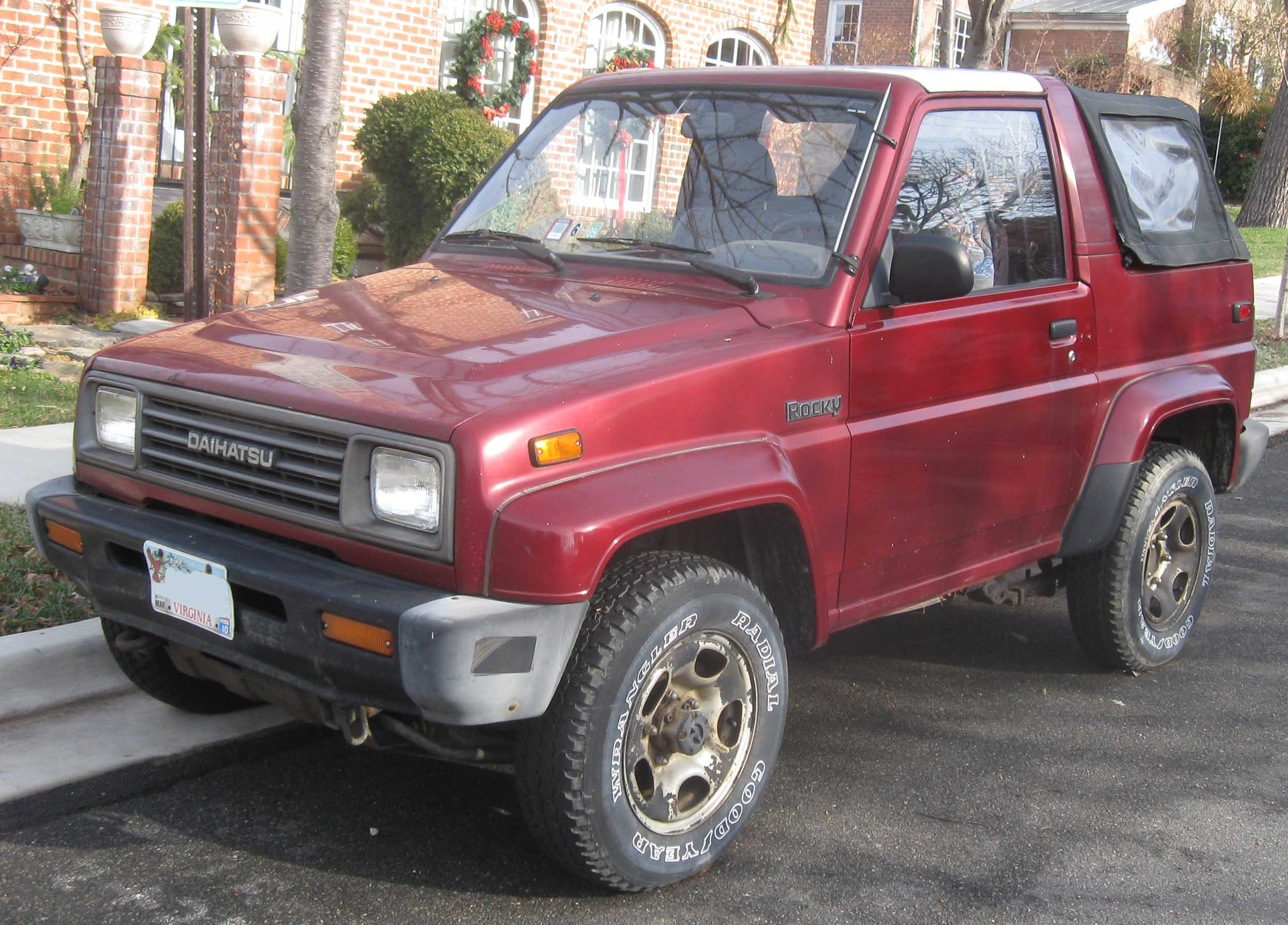
Daihatsu Rocky для ринку США, з широкими крилами

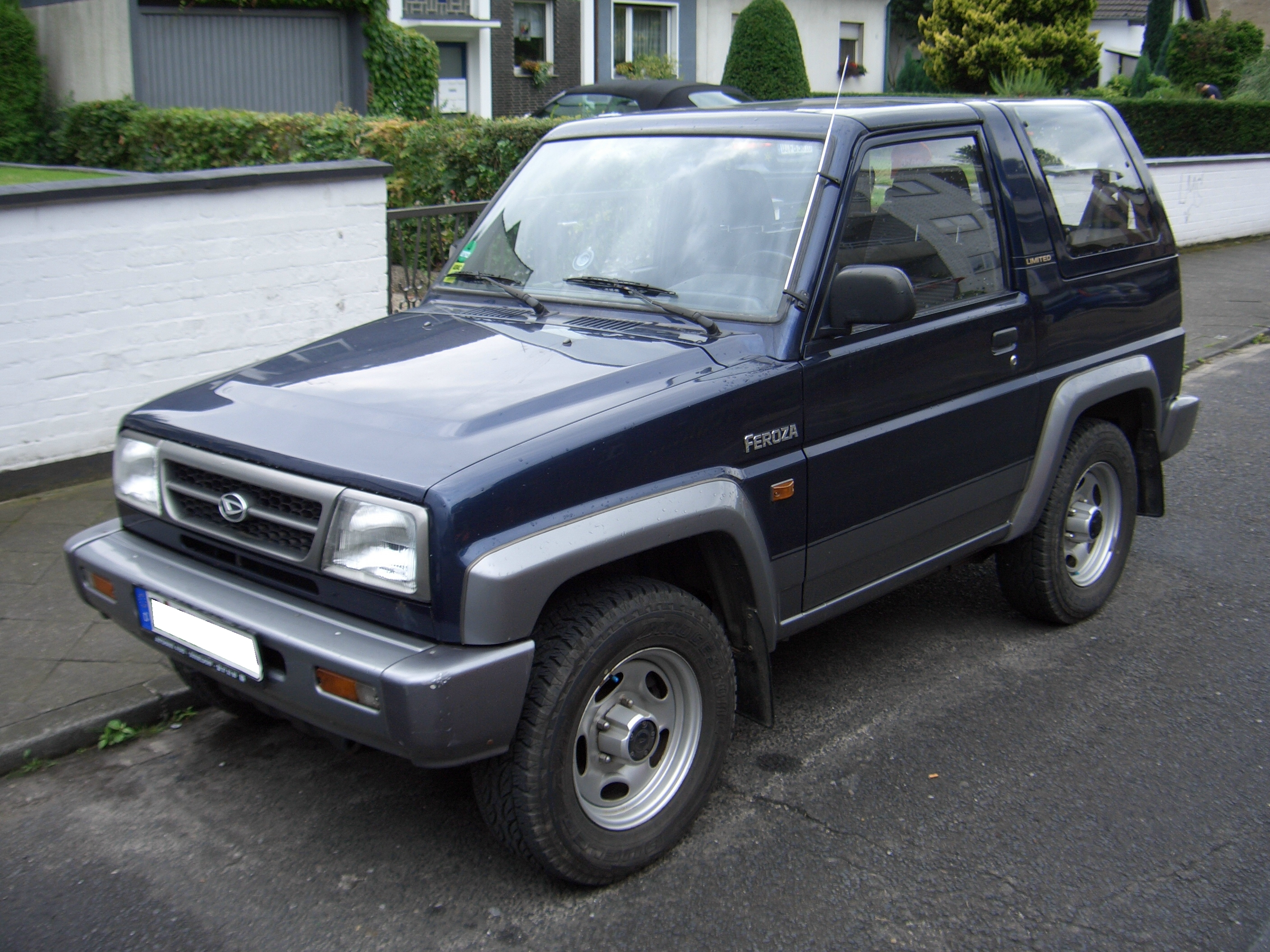
Daihatsu Feroza (F310; 1994—1998)

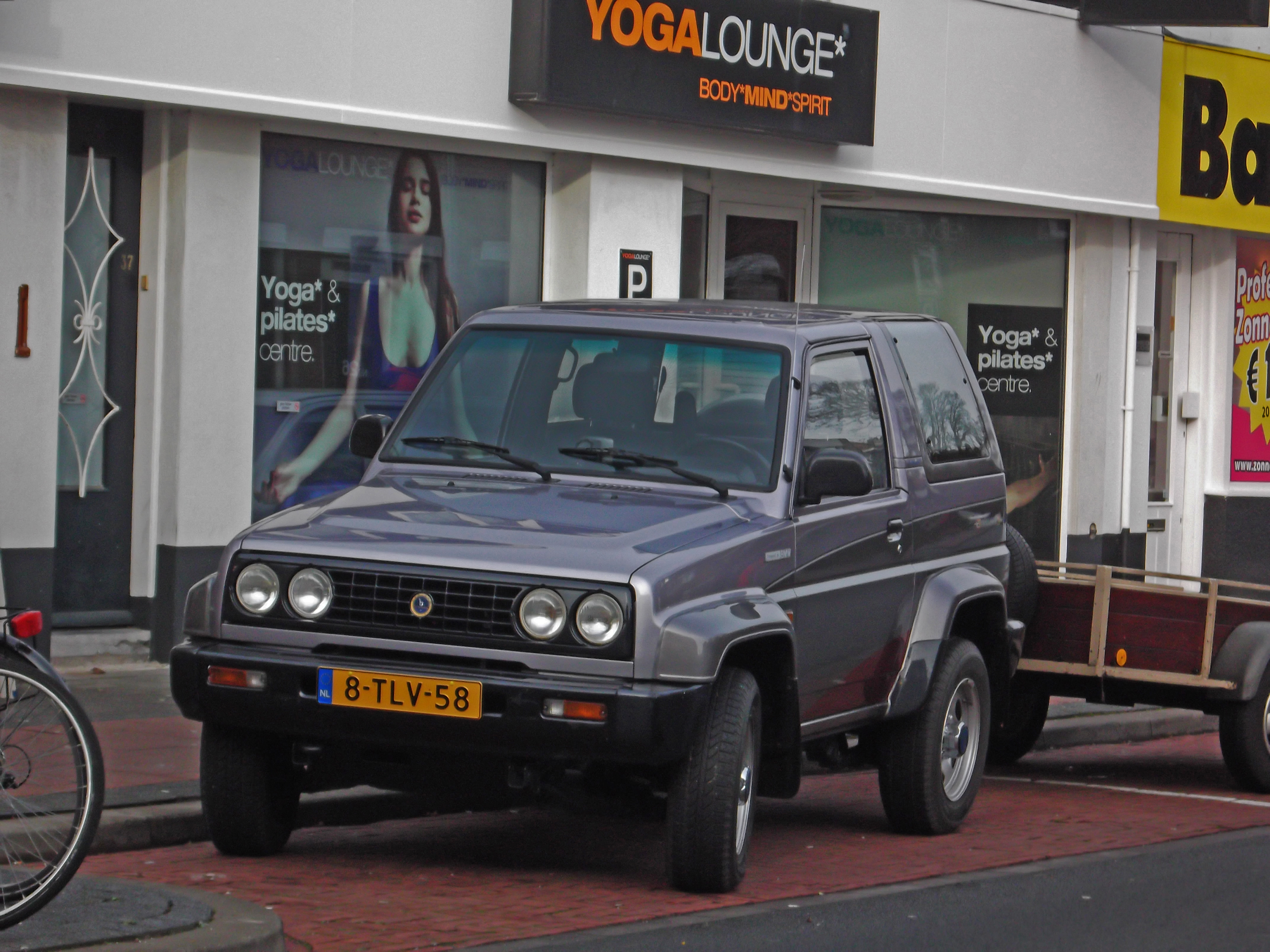
Bertone Freeclimber 2

Daihatsu Feroza (укр. Дайхацу Фероза, заводський індекс F300) — тридверний чотиримісний легкий автомобіль підвищеної прохідності, що випускався японським концерном Daihatsu з 1989 по 1998 рік. Feroza є продуктом переробки Daihatsu Rugger (в експортному варіанті — Daihatsu Rocky F7, Daihatsu Fourtrack), випускався раніше. У порівнянні з Rugger, Feroza в півтора раза легша, має незалежну передню підвіску, і кузов типу кабріолет з пластиковим дахом або тентом. Варіант для японського ринку називався Rocky F300 або Lovibond, варіант для англійського ринку — Sportrack, для індонезійського ринку — Taft GT.
Рама — сходового типу, кузов — типу кабріолет (металеві центральні стійки, дверні прорізи, рамка лобового скла, дуга безпеки ззаду), люк пластиковий, кунг пластиковий зі склом або м'який, бампери металеві, штатний захист картера, трансмісії, бензобака.
До 1992 року комплектувався карбюраторним бензиновим двигуном Daihatsu HD-C (1,6 л, 86 к. с.), після 1992 року — інжекторним Daihatsu HD-E (1,6 л, 95 к. с.). Існувала також версія Bertone Freeclimber II (1989—1992) з двигуном BMW M40 1,8 л, 100 к. с.
Трансмісія включає 5-ступеневу механічну або автоматичну коробку перемикання передач і роздавальну коробку з постійним (full-time, одноступенева, з блокуванням міжосьового диференціала) або з повним приводом, що жорстко підключається (part-time, з двома передачами (пряма і 1.8)).
Задній міст стоїть на листових ресорах, спереду — подвійні поперечні важелі на торсіонах, стабілізатор поперечної стійкості. Чотири амортизатори. Найпоширеніша використовувана гума — 235/75 R15 (28,9 дюйма), рекомендована заводом — 225/70 R15 (27,4 дюйма).
Система кермового управління — рейка з гідропідсилювачем (передавальне відношення — 18,4), гальма двоконтурні (перед — зад) з вакуумним підсилювачем, передні дискові вентильовані, ззаду — барабанні, гальмо стоянки встановлюється на задні колеса.
У силу невеликої ваги, наявності рами і простоти конструкції Daihatsu Feroza часто використовується як платформа для самостійної споруди легкого позашляховика, який володіє видатною прохідністю, або трофімобіля. Помічено успішну участь цих автомобілів у позашляхових змаганнях, аж до категорії ТР3-3.
У 1994 році модель модернізували (заводський індекс F310), змінивши фари і ґрати радіатора та збільшивши колію коліс.
За 10 років виробництва було випущено понад 200 тисяч автомобілів.

## Двигуни
- 1,6 л, HD-C I4, 86 к. с.
- 1,6 л, HD-E I4, 95 к. с.
- 1,8 л, BMW M40 I4, 100 к. с. 130 Н·м (Bertone Freeclimber II)